# 十島站
十島站（日语：／ Tōshima eki */?）是位於山梨縣南巨摩郡南部町十島，東海旅客鐵道（JR東海）的身延線車站。此站是山梨縣最南車站。

## 歴史
- 1918年（大正7年）
  - 8月10日：富士身延鐵道線芝川站至此站之間開通，此終點站啟用。當時車站名為十島停留場[1]。
  - 10月8日：富士身延鐵道線此站至內船南部站之間開通[1]。
- 1936年（昭和11年）6月22日：升級至車站（許可日子）。
- 1938年（昭和13年）10月1日：富士身延鐵道借給鐵道省使用，成為身延線[1]。
- 1941年（昭和16年）5月1日：富士身延鐵道正式國有化[1]。
- 1972年（昭和47年）9月20日：結束貨物起卸業務。
- 1983年（昭和58年）6月1日：成為無人車站。
- 1987年（昭和62年）4月1日：伴隨國鐵分割民營化，車站由東海旅客鐵道（JR東海）營運[1]。
- 1994年（平成6年）3月：重建車站大樓。

## 車站構造
車站是一座地面車站，設有1面2線的島式月台。車站大樓位於車站北邊。鄰接車站大樓是1號月台（富士方向），對面為2號月台（甲府方向）。
車站設有3條側線，當中1條位於1號月台北邊，2條位於2號月台南邊。車站大樓與月台之間設有站內平交道（設有遮斷機和警報機）。
月台上設有大型木造候車室。1號月台後方靠近稻子一方設有建築物，該處設有身延工務區和十島休憩所。
車站大樓在1994年（平成6年）翻新。翻新後只剩下一座小型建築物。大樓內設有候車室和業務用的倉庫。此站是由身延站管理的無人車站。沒有自動售票機，此站內不可購買車票。

### 月台
| 月台 | 路線   | 上下行 | 方向           |
| ---- | ------ | ------ | -------------- |
| 1    | 身延線 | 上行   | 富士方向       |
| 2    | 身延線 | 下行   | 身延、甲府方向 |

## 使用狀況
以下為近年1日乘車人次列表：
| 乘車人次變化 | 乘車人次變化     | 乘車人次變化 |
| 年度         | 1日平均 乘車人次 |              |
| ------------ | ---------------- | ------------ |
| 2005         | 96               |              |
| 2006         | 85               |              |
| 2007         | 80               |              |
| 2008         | 80               |              |
| 2009         | 74               |              |
| 2010         | 65               |              |
| 2011         | 53               |              |
| 2012         | 54               |              |
| 2013         | 52               |              |
| 2014         | 40               |              |
| 2015         | 36               |              |
| 2016         | 31               |              |
| 2017         | 25               |              |

## 車站周邊
車站南邊設有富士川。車站附近設有十島村落，在對面岸設有萬澤村落。兩個集落位於車站東邊，並設有國道469號萬榮橋連接兩地。因此此站十島和萬澤都可方便地使用此站
在十島村落內設有十島簡易郵局，規模比萬澤大。萬澤內設有南部町萬澤分所、南部警署萬澤駐在所、南部町立萬澤小學、南部町立萬澤中學（在2011年4月關校）和郵局。也設有國道52號。
此站附近主要觀光地點包括佐野川溫泉。最近的便利店距離此站3公里以上。

## 巴士路線
| 乘車處 | 乘車處 | 系統           | 主要途經                   | 目的地       | 巴士公司     | 備註                 |
| ------ | ------ | -------------- | -------------------------- | ------------ | ------------ | -------------------- |
| 十島站 |        | 陵草線         | 井出站、坂下               | 公所前       | 南部町營巴士 | 只於平日服務         |
| 十島站 |        | 德間、十島線   | 平山、坂下、公所前、小久保 | 德間         | 南部町營巴士 | 只於平日和星期六服務 |
| 十島站 | 陵草線 | 平山、（中澤） | 屋敷平公民館               | 南部町營巴士 | 只於平日服務 |                      |

## 相鄰車站
東海旅客鐵道（JR東海）
 身延線
稻子－十島－井出

## 注腳
1. 1 2 3 4 5 6  曾根悟（日语：曽根悟）（監修）. 朝日新聞出版分冊百科編集部（編集） , 编. . 週刊 歴史でめぐる鉄道全路線 国鉄・JR (朝日新聞出版). 2009-07-26, (3): 22–23 （日语）.
2. 1 2  用車站時間表的方向資訊。詳情參見JR東海官方網站的各站時間表 （页面存档备份，存于）（截至2015年1月）。
3. ↑  「山梨縣統計年鑑」

## 外部連結
- 國土地理院地圖參閲服務 （页面存档备份，存于） - 十島站周邊的1/25000地形圖 （页面存档备份，存于）（日語）